# Donnchad mac Gilla Pátraic Mac Giolla Phádraig
Donnchad mac Gilla Patraic Mac Giolla Phádraig (mort en 1162) de la lignée des Mac Giolla Phádraig, est  roi d'Osraighe d'avant 1151 à 1162.

## Origine
Donnchad est le fils de Gilla Pátraic IV mac Domnaill Mac Giolla Phádraig, mort en 1146 après un règne de 20 ans tué par trahison par les Ua Braonáin (O'Brennan) de Uí Duach. Sa succession est assurée par son frère Cerball mac Domnaill Mac Giolla Phádraig (1146-1163).

## Contexte
Selon la « Liste des Rois » du  Livre de Leinster; à une date indéterminée, Diarmait Mac Murchada, roi de Leinster, expulse Cerball mac Domnaill roi de Sud Osraige et installe deux co-régents  comme Leth ri d'Osraige:
- Murchad Ua Cáellaide (O'Kealy), son allié, issu de la famille ou il avait été élevé en fosterage.
- Donnchad mac Gilla Pátraic[4]

En 1151 il emprisonne Donnchad Leth rí d'Osraige et restaure Cerball comme Leth rí, conjointement avec Murchad Ua Cáellaide. Après la disparition de ce dernier, Cerball mac Domnail et Donnchad mac Gilla Patraic, libéré, règnent conjointement sur le royaume d'Osraige à l’exception du Mag Lacha et du Uí Fairchelláin. Cerball Ua Gilla Patraic roi de Sud-Ossory,  mourra à son tour en 1163, sans doute sans avoir récupéré son royaume . 
Donnchad termine son règne en paix après avoir fondé en  1158 l'abbaye de Jerpoint et reçu en 1161 la visite de Flaithbhertach Ua Brolcháín abbé de Derry et coarb de Colum Cille depuis 1150  il meurt en 1162 
Après la mort de Donnchad le royaume d'Osraige est de nouveau divisé entre le Leath ou Tuaisceart Osraighe c'est-à-dire le nord et le Deisceart Osraighe au sud entre :
- Domnall mac Gilla Pátraic, son fils ainé, qui reçoit le nord et est tué dès 1165 par les gens de Laeighis Ui Mordha c'est-à-dire les O'Mores de Laois[10]
- Domnall mac Cearbaill Mac Giolla Phádraig, son cousin germain qui reçoit le sud jusqu'à sa mort en 1176[11]

## Sources
- (en) William Carrigan The History and Antiquities of the Diocese of Ossory
- (en) T.W Moody, F.X. Martin et F.J. Byrne, A New History of Ireland IX Maps, Genealogies, Lists. A companion to Irish History part II, Oxford, Oxford University Press, 2011, 690 p. (ISBN 978-0-19-959306-4).
- Stokvis, Anthony Marinus Hendrik Johan, préface de H. F. Wijnman, Manuel d'histoire, de généalogie et de chronologie de tous les États du globe, depuis les temps les plus reculés jusqu'à nos jours, Israël, 1966, p. 272 Table n°28a Généalogie des rois d'Ossory I & Table n°28b Généalogie des rois d'Ossory II et des seigneurs de Haut-Ossory.